# Bryum flaccum
Bryum flaccum là một loài rêu trong họ Bryaceae. Loài này được Wilson ex Mitt. mô tả khoa học đầu tiên năm 1859.